# Provincial Parks in Prince Edward Island

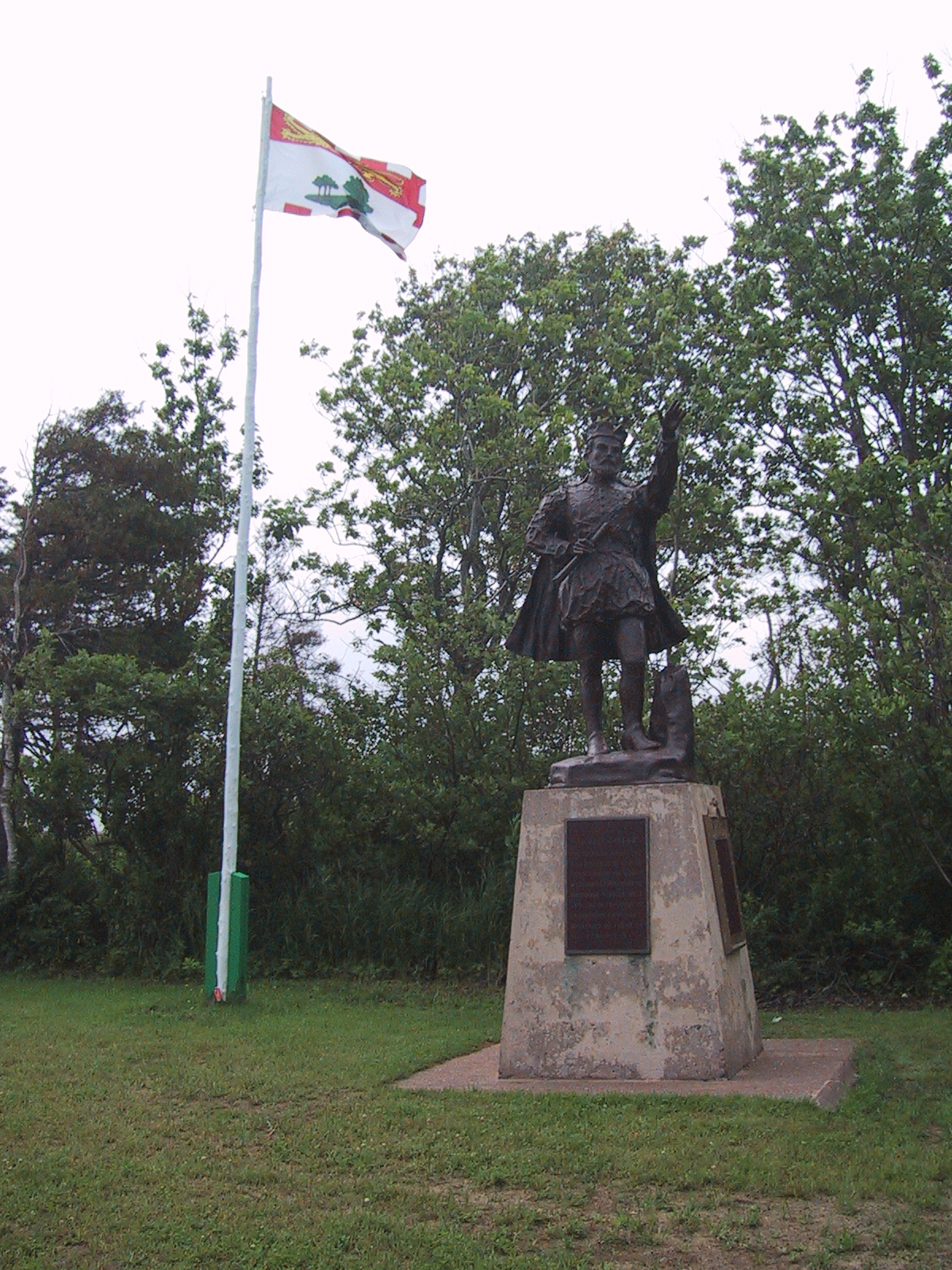
Jacques Cartier Provincial Park, Statur Jacques Cartier

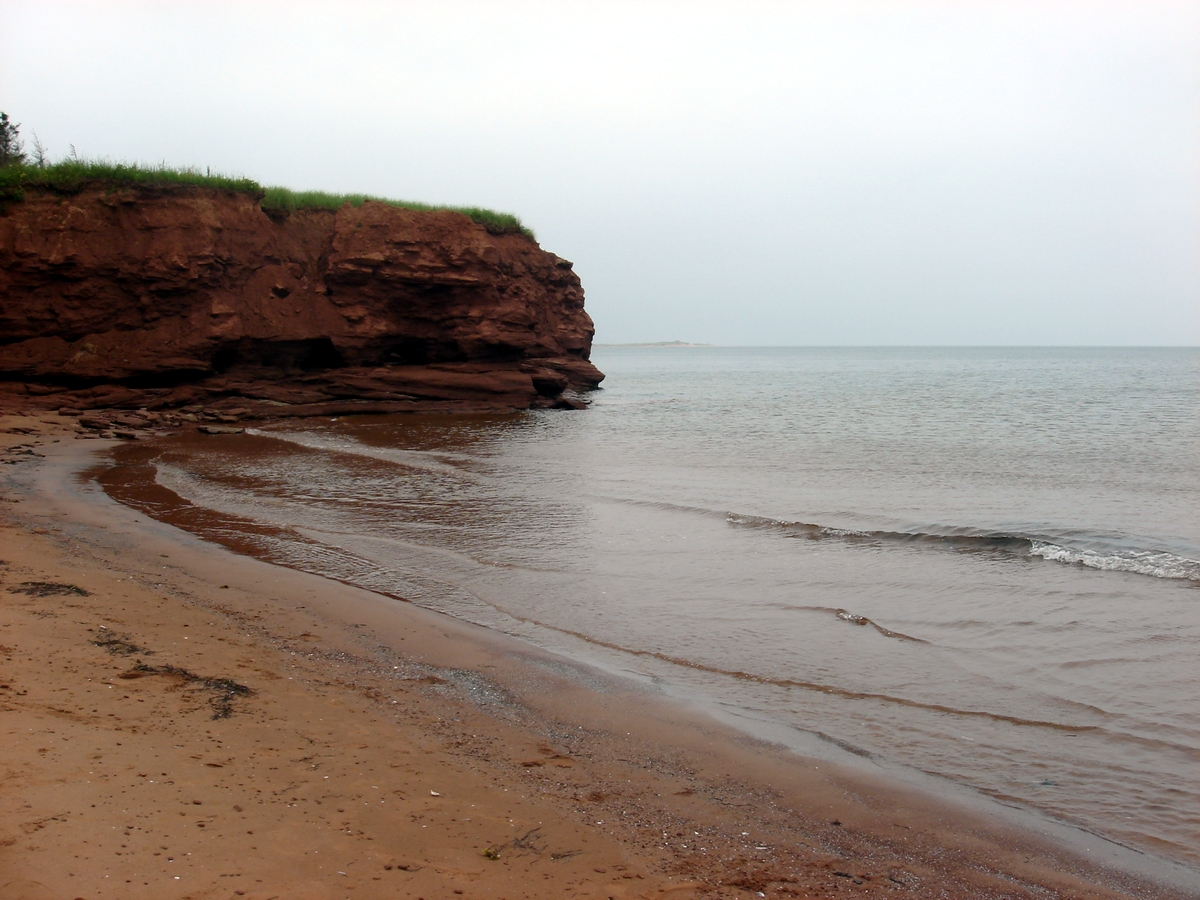
Kliff im Cabot Beach Provincial Park

Dieser Artikel gibt eine Übersicht über die zurzeit 21 (Stand: Oktober 2018) Provincial Parks in der kanadischen Provinz Prince Edward Island. Bei den Parks handelt es sich um acht Camping Parks und um 13 Day Use Parks. Die Parks unterstehen dem Minister of Tourism and Culture mit dem Department of Economic Development and Tourism. Rechtliche Grundlage für die Parks ist der Recreation Development Act (R.S.P.E.I. 1988, c. R-8).

## Liste
| Name                            | Fläche in km² | Gründungsdatum | Typ     | Region        | Internetseite                         |
| ------------------------------- | ------------- | -------------- | ------- | ------------- | ------------------------------------- |
| Argyle Shore Provincial Park    |               |                | Day Use | Queens County | Prince Edward Island Provincial Parks |
| Basin Head Provincial Park      |               |                | Day Use | Kings County  | Prince Edward Island Provincial Parks |
| Belmont Provincial Park         |               |                | Day Use | Prince County | Prince Edward Island Provincial Parks |
| Bloomfield Provincial Park      |               |                | Day Use | Prince County | Prince Edward Island Provincial Parks |
| Bonshaw Hills Provincial Park   |               |                | Day Use | Queens County | Prince Edward Island Provincial Parks |
| Brudenell River Provincial Park |               |                | Camping | Kings County  | Prince Edward Island Provincial Parks |
| Cabot Beach Provincial Park     |               |                | Camping | Prince County | Prince Edward Island Provincial Parks |
| Cedar Dunes Provincial Park     |               |                | Camping | Prince County | Prince Edward Island Provincial Parks |
| Chelton Beach Provincial Park   |               |                | Day Use | Prince County | Prince Edward Island Provincial Parks |
| Green Park Provincial Park      |               |                | Day Use | Prince County | Prince Edward Island Provincial Parks |
| Jacques Cartier Provincial Park |               |                | Camping | Prince County | Prince Edward Island Provincial Parks |
| Kings Castle Provincial Park    |               |                | Day Use | Kings County  | Prince Edward Island Provincial Parks |
| Linkletter Provincial Park      |               |                | Camping | Prince County | Prince Edward Island Provincial Parks |
| Northumberland Provincial Park  |               |                | Camping | Queens County | Prince Edward Island Provincial Parks |
| Panmure Island Provincial Park  |               |                | Camping | Kings County  | Prince Edward Island Provincial Parks |
| Pinette Park Provincial Park    |               |                | Day Use | Queens County | Prince Edward Island Provincial Parks |
| Red Point Provincial Park       |               |                | Camping | Kings County  | Prince Edward Island Provincial Parks |
| Sally’s Beach Provincial Park   |               |                | Day Use | Kings County  | Prince Edward Island Provincial Parks |
| Strathgartney Provincial Park   |               |                | Day Use | Queens County | Prince Edward Island Provincial Parks |
| Union Corner Provincial Park    |               |                | Day Use | Prince County | Prince Edward Island Provincial Parks |
| Wood Islands Provincial Park    |               |                | Day Use | Queens County | Prince Edward Island Provincial Parks |